# Hyphantria
Hyphantria é um gênero de traça pertencente à família Arctiidae.